# Teatro de Backa
O Teatro de Backa - em sueco Backa Teater -  é um teatro da cidade sueca de Gotemburgo, especialmente dirigido ao público jovem e infantil. 

Está localizado em Hisingen.

Foi inaugurado em 1978, tendo adquirido o local atual em 2007. 